# تپه قلعه قدیمی
تپه قلعه قدیمی مربوط به دوران‌های تاریخی پس از اسلام است و در شهرستان قزوین، بخش مرکزی، روستای زویار واقع شده و این اثر در تاریخ ۲۵ اسفند ۱۳۸۰ با شمارهٔ ثبت ۵۵۶۸ به‌عنوان یکی از آثار ملی ایران به ثبت رسیده است.